# 8434 Колумбіанус
8434 Колумбіанус (8434 Columbianus) — астероїд головного поясу, відкритий 24 вересня 1960 року.
Тіссеранів параметр щодо Юпітера — 3,213.